# Malonsäure
Malonsäure (Propandisäure) ist eine bei Raumtemperatur kristalline Dicarbonsäure, deren  Ester und Salze Malonate genannt werden (z. B. Diethylmalonat = Malonsäurediethylester).

## Geschichte und Vorkommen
Malonsäure wurde 1858 von Victor Dessaignes bei der Oxidation der Äpfelsäure entdeckt. Der Name leitet sich von lat. malum = Apfel (Pflanzengattung) ab. Malonsäure kommt im Zuckerrübensaft vor.

## Biochemie
Bei der mitochondrialen Fettsäuresynthese (mtFAS) bildet Malonsäure das Startsubstrat, welches im ersten Schritt der mtFAS durch das Acyl-CoA-Synthetase-Familienmitglied 3 (ACSF3) in Malonyl-CoA umgewandelt wird.
Malonsäure ist ein Zellgift, das durch Hemmung der Succinat-Dehydrogenase den Ablauf des Citratzyklus (Krebszyklus) hemmt.

## Darstellung und Gewinnung
Malonsäure wird unter anderem durch Umsetzung von Chloressigsäure mit Natriumcyanid (NaCN) (Kolbe-Nitrilsynthese) und anschließender Hydrolyse der entstandenen Cyanessigsäure hergestellt.

## Eigenschaften
Malonsäure bildet farb- und geruchlose Kristalle, die einen Schmelzpunkt von 136 °C besitzen und sich in Wasser leicht lösen. Die Verbindung tritt in drei polymorphen Kristallformen auf. Eine γ–Form existiert nur bei tiefen Temperaturen und wandelt sich bei −225,9 °C in die β–Form um. Die Phasenumwandlung von der β–Form zur α–Form erfolgt bei 79 °C. Die Formen α und β bzw. β und γ stehen enantiotrop zueinander.  Der Feststoff zersetzt sich oberhalb des Schmelzpunktes unter Kohlenstoffdioxidabspaltung zu Essigsäure. In wässriger Lösung findet diese Decarboxylierung ab 70 °C statt. In höher siedenden Lösungsmitteln, wie Ethylenglycol, Trimethylenglycol, 1,3-Butandiol und 2,3-Butandiol verläuft die Reaktion oberhalb von 100 °C als Reaktion erster Ordnung.
Erhitzt man Malonsäure mit stark wasserentziehenden Mitteln, z. B. mit Phosphorpentoxid, so entsteht durch intramolekulare Wasserabspaltung in schlechter Ausbeute Kohlenstoffsuboxid, auch Malonsäureanhydrid genannt.
Malonsäure ist eine CH-acide Verbindung, d. h., durch den elektronenziehenden Effekt der beiden Carboxygruppen kann am zentralen Kohlenstoff leicht ein Proton abgespalten werden.

## Verwendung
Malonsäurederivate sind Synthesebausteine bei der Knoevenagel-Kondensation oder der Malonestersynthese und dienen beispielsweise zur Herstellung von Barbitursäure und deren Derivaten. Insbesondere gelang William Henry Perkin, jr. erstmals eine Cyclopropanierung durch Umsetzung des C-H-aciden Malonsäurediethylesters mit 1,2-Dibromethan und zwei Äquivalenten Natriumethanolat. Beim Erhitzen von Gemischen cyclischer Imine mit Malonsäure entstehen β-Aminocarbonsäuren. Es werden jährlich 100 bis 1000 Tonnen in den EWR importiert oder dort hergestellt.

## Pathologie
Wenn erhöhte Malonsäurespiegel mit erhöhten Methylmalonsäurespiegeln einhergehen, kann dies auf die Stoffwechselerkrankung kombinierte Malon- und Methylmalonazidurie (CMAMMA) hinweisen. Durch die Berechnung des Verhältnisses von Malonsäure zu Methylmalonsäure im Blutplasma kann die CMAMMA von der klassischen Methylmalonazidurie unterschieden werden.

## Malonat: Verwechslungsgefahr mit Malat und Maleat
Malonat darf nicht mit dem Säureanion der Äpfelsäure, dem Malat-Ion, oder dem Anion der Maleinsäure, dem Maleat verwechselt werden.